# Kozlovka
Kouslavkka
Kozlovka (russe : Козловка) ou Kouslavkka (tchouvache : Куславкка) est une ville de la république de Tchouvachie, en Russie, et le centre administratif du raïon de Kozlovka. Sa population s'élevait à 9 449 habitants en 2014.

## Géographie
Kozlovka est située sur la rive droite de la Volga, à 54 km à l'ouest de Kazan, à 72 km au sud-est de Tcheboksary et à 665 km à l'est de Moscou.

## Histoire
Le village de Kozlovka existe avant le XIXe siècle. Il devient une commune urbaine en 1938 et reçoit le statut de ville en 1967.

## Population
Recensements (*) ou estimations de la population
| 1939* | 1959* | 1970*  | 1979*  | 1989*  |
| ----- | ----- | ------ | ------ | ------ |
| 5 700 | 9 363 | 11 655 | 11 871 | 12 708 |

| 2002*  | 2010*  | 2012  | 2013  | 2014  |
| ------ | ------ | ----- | ----- | ----- |
| 13 054 | 10 359 | 9 977 | 9 723 | 9 449 |